# 만천초등학교
만천초등학교는 대한민국 강원특별자치도 춘천시에 있는 초등학교다.

## 학교 연혁
- 1953.04.16 만천국민학교로 개교
- 1996.03.01 만천초등학교로 개명
- 2009.03.01 교원능력개발평가 선도학교 도지정(2년차)
- 2009.03.01 만천초등학교 병설유치원 설립 인가
- 2009.03.09 2009학년도 시업 및 입학식(신축건물)
- 2011.03.01 안전교육연구학교 도지정(1년차)
- 2014.09.01 제28대 교장 박경옥 취임
- 2017.02.09 제63회 졸업식